# 下田島町
下田島町（しもたじまちょう）は、群馬県太田市にある地名（町丁）。郵便番号は373-0844。

## 概要
宝泉地区にある町丁。

## 地理
東部に石田川が流れている。

### 下田島町内の区
下田島町（宝泉地区）の行政区の一覧。
| 地区     | 行政区    | 読み             | 区域           |
| -------- | --------- | ---------------- | -------------- |
| 宝泉地区 | 東田島    | ひがしたじま     | 下田島町の一部 |
| 宝泉地区 | 西田島1区 | にしたじまいっく | 下田島町の一部 |
| 宝泉地区 | 西田島2区 | にしたじまにく   | 下田島町の一部 |

### 近隣町丁
- 中根町
- 泉町
- 粕川町
- 尾島町
- 岩松町
- 米沢町
- 西新町

## 世帯数と人口
2022年（令和4年）3月31日現在の世帯数と人口は以下の通りである。
| 町丁     | 世帯数  | 人口   |
| -------- | ------- | ------ |
| 下田島町 | 665世帯 | 1433人 |

## 小・中学校の学区
市立小・中学校に通う場合、学区は以下の通りとなる。
| 番地                         | 小学校             | 中学校             |
| ---------------------------- | ------------------ | ------------------ |
| 東田島、西田島1区、西田島2区 | 太田市立宝泉小学校 | 太田市立宝泉中学校 |

## 交通

### 鉄道
町内に鉄道は通っていない。

### 道路
- 国道354号

## 施設
- 群馬県立太田フレックス高等学校
- とりせん下田島店
- 朝鮮飯店新田木崎店